# Falsomesosella gracilior
Falsomesosella gracilior es una especie de escarabajo longicornio del género Falsomesosella, tribu Mesosini, subfamilia Lamiinae. Fue descrita científicamente por Bates en 1884.

## Descripción
Mide 6-11 milímetros de longitud.

## Distribución
Se distribuye por Japón.